# Manolo Caro
Jesús Manuel Caro Serrano (Guadalajara, 20 settembre 1975) è un regista, sceneggiatore e produttore cinematografico messicano, noto per film come La vida inmoral de la pareja ideal e le serie Netflix La casa de las flores e Qualcuno deve morire (Alguien tiene que morir). Ha fondato la società di produzione, chiamata Noc Noc Cinema, divisione di Woo Films.

## Biografia

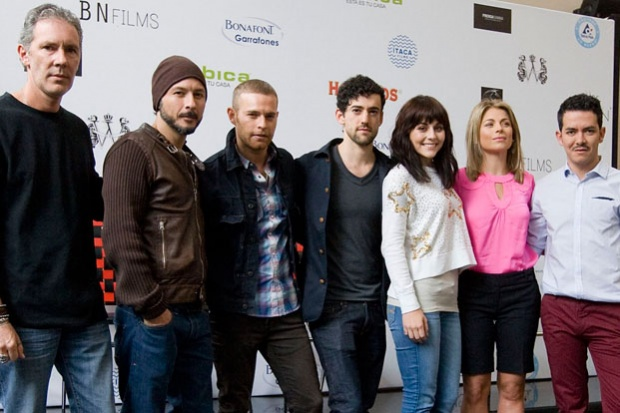
Manolo Caro con il cast di No sé si cortarme las venas o dejármelas largas.

È nato a Guadalajara, Jalisco, il 20 settembre 1975, figlio di Norma Alicia Serrano e Gil Caro. Ha studiato architettura al TEC di Monterrey, campus di Città del Messico, e successivamente ha studiato regia alla International Film School di San Antonio de los Baños, a Cuba, e presso lo studio di Juan Carlos Corazza, a Madrid.
Ha incontrato Cecilia Suárez per la prima volta quando era un adolescente e ha visitato il suo liceo per ascoltare una lettura di Los cuervos están de luto; i due sono stati presentati dopo la lettura dal suo maestro, cugino di Suárez. Da allora hanno intrattenuto diverse collaborazioni e lei ha recitato in molti dei suoi film. 
Nelle sue opere sono sovente presenti personaggi gay e lesbici e trans* e sono trattate varie tematiche del panorama queer.
Il suo primo lungometraggio è stato No sé si cortarme las venas o dejármelas largas del 2013, adattamento di un'opera teatrale. È l'unico regista messicano ad essere stato nella top ten al botteghino del paese per tre anni consecutivi.
Nel 2018 ha diretto il film Perfectos desconocidos, rifacimento di Perfetti sconosciuti di Paolo Genovese.
Nel maggio 2019, Caro ha firmato un contratto quadriennale esclusivo con la piattaforma di streaming Netflix, la cui piattaforma aveva reso disponibile la sua serie La casa de las flores dal 2018. Per Netflix ha sviluppato Qualcuno deve morire, il cui cast è stato composto da attori di primo piano come Carmen Maura, Cecilia Suárez, Ester Expósito e il ballerino messicano Isaac Hernández, uno dei protagonisti dell'English National Ballet.

## Filmografia

### Regista

#### Televisione
- La casa de las flores (2018-2020)
- Qualcuno deve morire (Alguien tiene que morir) (2020)
- Sagrada familia (2022)

#### Lungometraggi
- No sé si cortarme las venas o dejármelas largas (2013)
- Amor de mis amores (2014)
- Elvira, te daría mi vida pero la estoy usando (2014)
- Amor de mis amores (2014)
- La fabulosa y patética historia de un montaje I Love Romeo y Julieta (2014, Documentario)
- La vida inmoral de la pareja ideal (2016)
- Perfectos desconocidos (2018)
- La casa de las flores - Il film (La casa de las Flores: la película) (2021)
- Il bambino che collezionava parole (Fiesta en la madriguera) (2024)

#### Cortometraggi
- Motel (2004)
- Gente bien... atascada (2007)
- Lulú la del pez (2008)

#### Teatro
- I Love Romeo y Julieta (2012)